# Musto Skiff
Il Musto Skiff è una deriva singola di tipo skiff. Il timoniere è al trapezio e la barca è armata con una randa da 11,80 m² mentre il gennaker è di 15,50 m². Lo scafo pesa 44 kg non armato e 80 kg armato.